# منشأة سمهان
قرية منشأة سمهان هي إحدى القرى التابعة لمركز دير مواس بمحافظة المنيا في جمهورية مصر العربية. حسب إحصاءات سنة 2006، بلغ إجمالي السكان في منشأة سمهان 1564 نسمة، منهم 782 رجلا و782 امرأة.